# Challenger de Gwangju
EL Gwangju Open es un torneo profesional de tenis. Pertenece al ATP Challenger Tour. Se juega desde el año 2016 sobre pistas dura, en Gwangju, Corea del Sur.

## Palmarés

### Individuales
| Año  | Campeón            | Finalista        | Resultado        |
| ---- | ------------------ | ---------------- | ---------------- |
| 2016 | Ričardas Berankis  | Grega Žemlja     | 6–3, 6–2         |
| 2017 | Matthias Bachinger | Yang Tsung-hua   | 6–3, 6–4         |
| 2018 | Maverick Banes     | Nam Ji-sung      | 6–3, 4–6, 6–4    |
| 2019 | Jason Jung         | Dudi Sela        | 6–4, 6–2         |
| 2020 | No Celebrado       | No Celebrado     | No Celebrado     |
| 2021 | No Celebrado       | No Celebrado     | No Celebrado     |
| 2022 | Zsombor Piros      | Emilio Gómez     | 6–2, 6–4         |
| 2023 | Jordan Thompson    | Max Purcell      | 6–3, 6–2         |
| 2024 | Lloyd Harris       | Bu Yunchaokete   | 6–2, 3–6, 6–4    |
| 2025 | Jason Kubler       | Alibek Kachmazov | 7–5, 6–7(7), 6–3 |

### Dobles
| Año  | Campeones                                    | Finalistas                       | Resultado           |
| ---- | -------------------------------------------- | -------------------------------- | ------------------- |
| 2016 | Sanchai Ratiwatana Sonchat Ratiwatana        | Frederik Nielsen David O'Hare    | 6–3, 6–2            |
| 2017 | Chen Ti Ben McLachlan                        | Jarryd Chaplin Luke Saville      | 2–6, 7–6(1), [10–1] |
| 2018 | Nam Ji-sung Song Min-kyu                     | Benjamin Lock Rubin Statham      | 5–7, 6–3, [10–5]    |
| 2019 | Hsieh Cheng-peng Christopher Rungkat         | Nam Ji-sung Song Min-kyu         | 6–3, 3–6, [10–6]    |
| 2020 | No Celebrado                                 | No Celebrado                     | No Celebrado        |
| 2021 | No Celebrado                                 | No Celebrado                     | No Celebrado        |
| 2022 | Nicolás Barrientos Miguel Ángel Reyes-Varela | Yuki Bhambri Saketh Myneni       | 2–6, 6–3, [10–6]    |
| 2023 | Evan King Reese Stalder                      | Andrew Harris John-Patrick Smith | 6–4, 6–2            |
| 2024 | Jea-moon Lee Min-kyu Song                    | Jie Cui Duck-hee Lee             | 1–6, 6–1, [10–3]    |
| 2025 | Ray Ho Matthew Romios                        | Vasil Kirkov Bart Stevens        | 6–3, 7–6(6)         |